# Copii Bionici
Copiii Bionici, cunoscut și sub denumirea de Copiii Bionici Insula Bionică pentru cel de-al patrulea sezon, este un serial de televiziune american de comedie creat de Chris Peterson și Bryan Moore, care a fost difuzat pe Disney XD în perioada 27 februarie 2012 până la 3 februarie 2016. În acest serial au jucat Billy Unger, Spencer Boldman, Kelli Berglund, Tyrel Jackson Williams și Hal Sparks.

## Poveste
- Un tânăr adolescent pe nume Leo Dooley trăiește o viață normală până în ziua în care mama sa Tasha se căsătorește cu inventatorul miliardar Donald Davenport, cu care se mută. În timp ce încearcă să-și găsească dormitorul, Leo descoperă accidental frații adolescenți cu superputeri bionice care locuiesc în noul său subsol. . Seria urmărește adolescenții bionici în timp ce se dezvăluie în situații aventuroase, în încercarea de a trăi viața ca o familie normală în orașul fictiv din Mission Creek, California. Pe măsură ce seria progresează, seria devine mai întunecată odată cu introducerea lui Douglas, fratele mai mic al lui Davenport, care ulterior se alătură echipei, Marcus, fiul android al lui Douglas, Krane, Taylor, cunoscut anterior ca S-1, care se alătură echipei în timpul celui de-al patrulea sezonul, Sebastian, cunoscut anterior ca S-3, soldații bionici ai lui Krane, Giselle, care plănuiește să îl reconstruiască pe Marcus, și Troy West, creația androidă a lui Giselle. La sfârșitul celui de-al treilea sezon, Donald Davenport deschide o academie bionică pe o insulă bionică, pentru a antrena soldații bionici ai lui Krane pentru a fi noii eroi bionici ai lumii.

## Distribuție
- Billy Unger ca Chase Davenport

- Spencer Boldman ca Adam Davenport

- Kelli Berglund ca Bree Davenport

- Tyrel Jackson Williams ca Leo Dooley

- Hal Sparks ca Donald Davenport

## Personaje recurente
- Angel Parker ca Tasha

- Maile Flanagan ca directoarea Perry

- Jeremy Kent Jackson ca Douglas Davenport

- Mateus Ward ca Marcus Davenport

- Madison Pettis ca Janelle

## Producție
Pe 13 iulie 2011, Disney XD a comandat Lab Rats, producția să înceapă în septembrie 2011 la Hollywood pentru o premieră în 2012. Seria a fost creată de Chris Peterson și Bryan Moore, care servesc ca producători executivi alături de Mark Brazill. În rolurile din serie sunt Tyrel Jackson Williams ca Leo, Billy Unger ca Chase, Spencer Boldman ca Adam, Kelli Berglund ca Bree și Hal Sparks ca Donald Davenport.  Serialul a fost filmat inițial în vara anului 2010 sub titlul de Billion Dollar Freshman. Pe 18 mai 2012, Disney XD a reînnoit seria pentru un al doilea sezon. Pe 26 iulie 2013, Disney XD a reînnoit seria pentru un al treilea sezon  Pe 9 mai 2014, Disney XD a reînnoit seria pentru un al patrulea sezon. 
Pe 25 iunie 2015, Kelli Berglund a declarat într-un interviu că al patrulea sezon va fi sezonul final. De asemenea, a fost lansată o continuare a serialului Copiii bionici, numită "Copiii bionici: Forța de elită" în care în rolurile principale se află Billy Unger (Chase) și Kelli Berglund (Bree) alături de trei actori din Mighty Med (Medici pentru eroi): Bradley Steven Perry (Kaz), Jake Short (Oliver) și Paris Berelc (Skylar).

## Difuzare originală
Serialul a avut premiera inițială pe Disney XD pe 27 februarie 2012 și pe Disney Channel pe 2 martie 2012. În Canada, a difuzat pentru prima dată pe Disney XD pe 24 februarie 2012. Ulterior a încetat să mai funcționeze pe Disney XD în Canada și s-a mutat la Disney Channel din cauza că DHX Media pierde drepturile Disney. În Marea Britanie și Irlanda, a fost lansat pentru prima dată ca o previzualizare pe 29 martie 2012 și a avut premiera oficial pe 19 aprilie 2012. În Africa de Sud, a avut premiera pe Disney XD la 10 iunie 2012. În Australia și Noua Zeelandă, a fost lansat pentru prima dată pe Disney Channel pe 31 decembrie 2012 și a avut premiera oficială pe 10 ianuarie 2013.

## Difuzarea în România
În România a avut premiera pe 8 ianuarie 2014.